# Akademio de Esperanto
De Akademio de Esperanto (Academie van Esperanto) is een onafhankelijk instituut, dat tot doel heeft de grammatica van de taal Esperanto in stand te houden en de ontwikkeling van de taal te controleren.
De Akademio de Esperanto is geïnspireerd door nationale Academieën zoals de Académie française. In zijn huidige vorm bestaat de Akademio sinds 1948, maar het instituut vindt zijn oorsprong in een Taalcomité (Lingva Komitato), dat in 1905 werd opgericht.
De Akademio telt 45 leden, die telkens voor een periode van 9 jaar worden benoemd. Nieuwe leden worden door bestaande leden voorgedragen. Dit moeten vooraanstaande esperantologen, Esperanto-pedagogen of schrijvers zijn. Daarnaast kunnen eminente persoonlijkheden tot corresponderend lid van de Akademio worden benoemd.
Een van de achtergronden van de Akademio is de bezorgdheid onder esperantisten dat de taal door hervormingspogingen, ruzies over grammatica of dialectvorming zou kunnen versnipperen. Daarom doet de Akademio aanbevelingen over "correct" taalgebruik. Zo deed de Akademio in 1967 een uitspraak in een ruzie over lijdende deelwoorden, wees ze in 1980 een hervorming van het alfabet en de spelling af en deed ze in 1989 aanbevelingen over de manier waarop eigennamen in Esperanto kunnen worden weergegeven.
De Akademio moet het echter helemaal van haar prestige hebben of deze aanbevelingen daadwerkelijk worden opgevolgd. Dat dit niet altijd het geval is, blijkt bij de namen van landen in Esperanto. De Akademio stelde (in 1989) een lijst op van de officiële aanduidingen, maar tot op de dag van vandaag zijn er verschillende manieren waarop sommige landen en hun inwoners door sprekers van Esperanto worden omschreven. De Akademio stelde bijvoorbeeld Koreo en koreano vast als de correcte naam voor Korea en een van zijn inwoners, maar moest enkele jaren later erkennen dat men meestal juist koreo gebruikt om een Koreaan aan te duiden, en daarvan afgeleid Koreujo of Koreio als naam van het land.